# Cidade Velha (Montevidéu)
Cidade Velha (em castelhano Ciudad Vieja) é um bairro de Montevideu, capital do Uruguai, é sua parte mais antiga, originária da urbanização começada em 1742 que lhe deu origem. Atualmente é um bairro da cidade.

## História

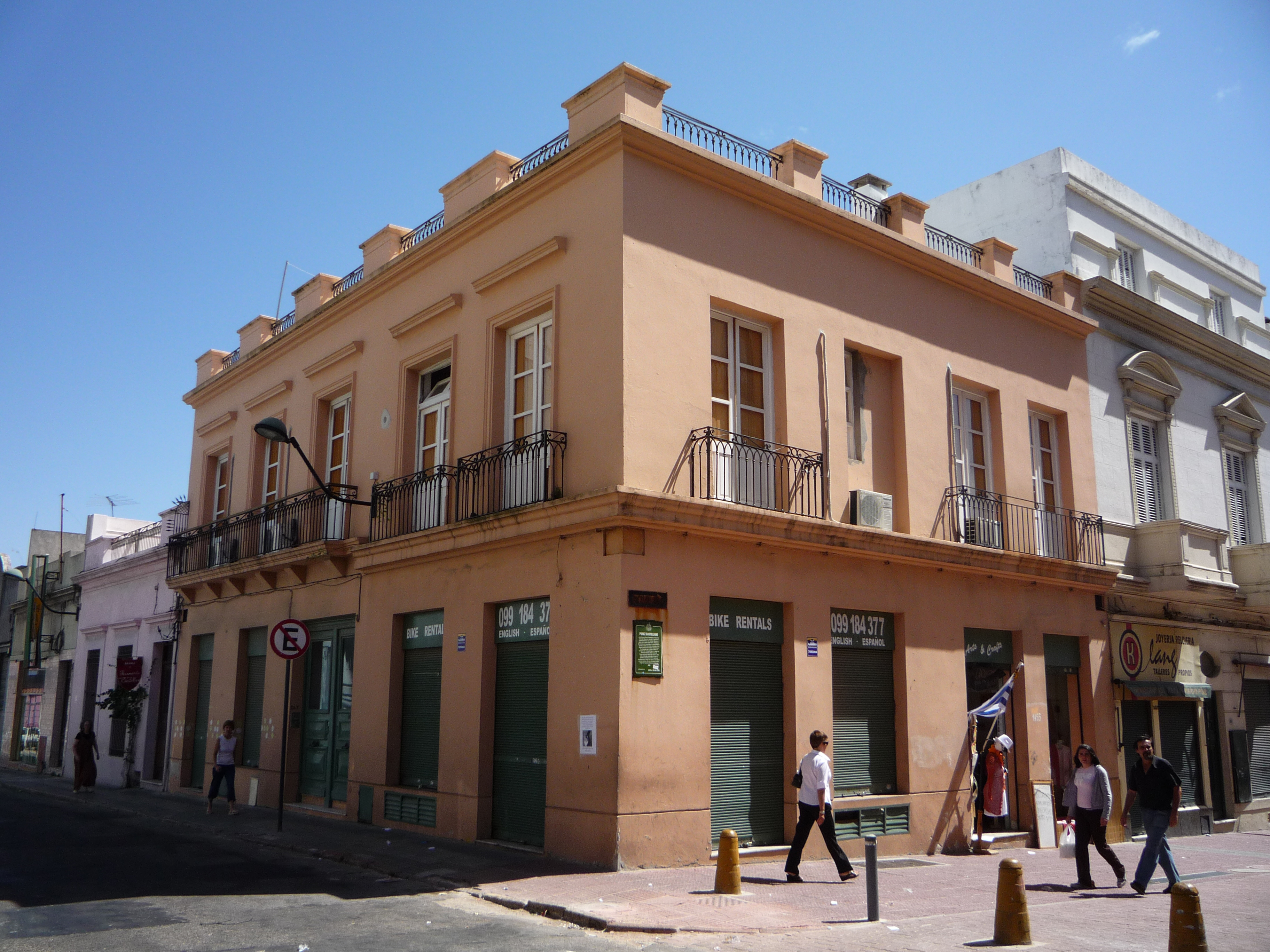
Aspecto típico da Cidade Velha de Montevideu com a histórica Casa de Pérez Castellanos (c. 1830).

A Cidade Velha de Montevideu tem origem em 1724, quando o governador de Buenos Aires, Bruno Mauricio de Zabala, dá início às obras das fortificações da cidade numa península da atual costa uruguaia. A criação do novo povoado ocorre num momento de disputa entre Portugal e Espanha pelo território ao redor do Rio da Prata, exacerbada pela fundação da Colónia do Sacramento pelos portugueses em 1680. Neste contexto, a Espanha de Filipe V decide-se pela fundação de uma nova cidade no Prata para contra-arrestar as ambições portuguesas.
A cidade começou a ser construída por volta de 1724 seguindo os planos do capitão engenheiro Domingo Petrarca, projeto continuado a partir de 1726 pelo engenheiro Pedro Millán. O processo fundacional termina em 1730, quando é criado o cabildo da cidade, ou seja, o conselho administrativo da nova povoação.
Nesses primeiros tempos a cidade foi cercada por várias baterias fortificadas e uma muralha, começada em 1741 e terminada por volta de 1780, que envolveu toda a cidade. Montevideu foi ainda protegida por dois fortes, uma (chamada a Cidadela) no lugar da atual Praça Independência, e outro no lugar da atual Praça Zabala. Os dois fortes e as muralhas foram destruídos já no início do século XIX, após um decreto de 1829, e poucos vestígios são visíveis hoje. Da cidadela foi preservada uma porta de entrada, mantida atualmente como monumento na entrada da Cidade Velha, entre esta e a Praça Independência. Junto ao Rio da Prata também se preserva uma pequena bateria fortificada de planta circular.
A praça principal do bairro, derivado da Plaza Matriz colonial, é a atualmente a Plaza Constitución, onde se encontra a antiga igreja matriz, construída a partir de 1790 (atualmente Catedral Metropolitana de Montevidéu) e o centro administrativo da cidade colonial, o Cabildo de Montevideu, começado em 1804. Estes edifícios são os mais antigos preservados na Cidade Velha.